# Ascogaster infaceta
Ascogaster infaceta är en stekelart som beskrevs av Chen och Huang 1994. Ascogaster infaceta ingår i släktet Ascogaster och familjen bracksteklar. Inga underarter finns listade.